# Tibiotrichius sinensis
Tibiotrichius sinensis är en skalbaggsart som beskrevs av Pouillaude 1913. Tibiotrichius sinensis ingår i släktet Tibiotrichius och familjen Cetoniidae. Inga underarter finns listade i Catalogue of Life.